# Payo de Ojeda

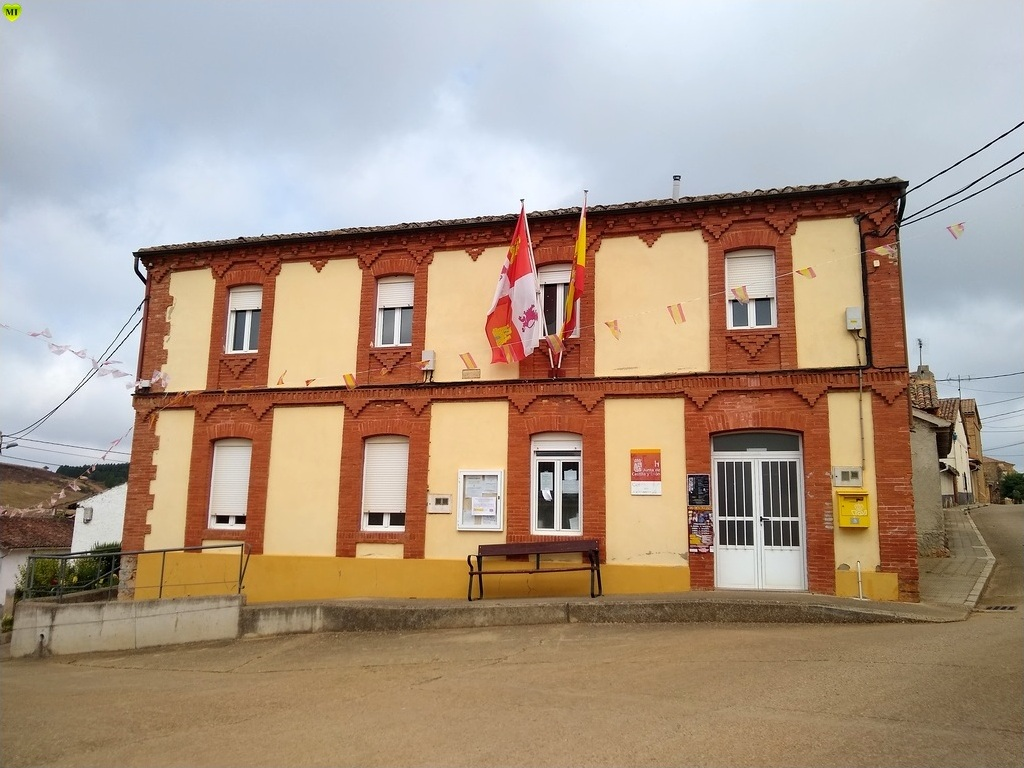
Casa consistorial

Payo de Ojeda es un municipio y localidad española de la provincia de Palencia (Castilla y León). Cuenta con una población de 57 habitantes (INE 2024).

## Historia
Es posible que el topónimo o nombre de la villa de Payo provenga del sustantivo latino “pagus”, nuestro pago, con sentido de aldea o pueblo pequeño, nombre impuesto acaso por los repobladores que encontraron un pueblo ya abandonado, similar a Paredes en el que se encontraban tan sólo unas paredes. Lo de “Ojeda” es un anexo localizador utilizado desde el siglo XVIII con referencia a abundancia de fosos u hoyos longitudinales.
Está situado el lugar de Payo dentro del valle de la Ojeda en un vallecito por el que transcurre el arroyo que nace en la fuente denominada Don Pedro.
A mediados del siglo XIX, aunque producía cebada, avena, etc. sus mejores cosechas eran la de lino y la mayoría de las mujeres del pueblo se dedicaban al hilado y tejido de ese lino, contaba por entonces con cuatro molinos harineros pero debían importar trigo por no llegarles la producción, y aunque vendían lienzos, debían comprar paños ordinarios para vestirse. En esa época Payo de Ojeda contaba con 44 vecinos.
La iglesia parroquial está dedicada a las Santas Justa y Rufina, aquellas hermanas sevillanas que soportaron el martirio en tiempos del emperador Diocleciano en el año 287, actualmente patronos de Sevilla. Estas dos Santas Vírgenes fueron veneradas grandemente en la liturgia mozárabe.

## Geografía humana

### Demografía
Cuenta con una población de 57 habitantes (INE 2024).
| Gráfica de evolución demográfica de Payo de Ojeda entre 1842 y 2021                                                                                                |
| |
| Población de derecho según los censos de población del INE Población de hecho según los censos de población del INEEn estos censos se denominaba Payo: 1842 y 1857 |

| 1900 | 1910 | 1920 | 1930 | 1940 | 1950 | 1960 | 1970 | 1981 | 1991 |
| 286  | 309  | 325  | 344  | 398  | 475  | 366  | 233  | 118  | 103  |

## Cultura

### Fiestas
- 30 de mayo, San Fernando. Misa en la ermita de la Virgen de la Vega
- 19 y 20 de julio, "Santas Justa y Rufina"
- 1 de octubre, día de la "Virgen de la Vega"

## Monumentos y lugares de interés

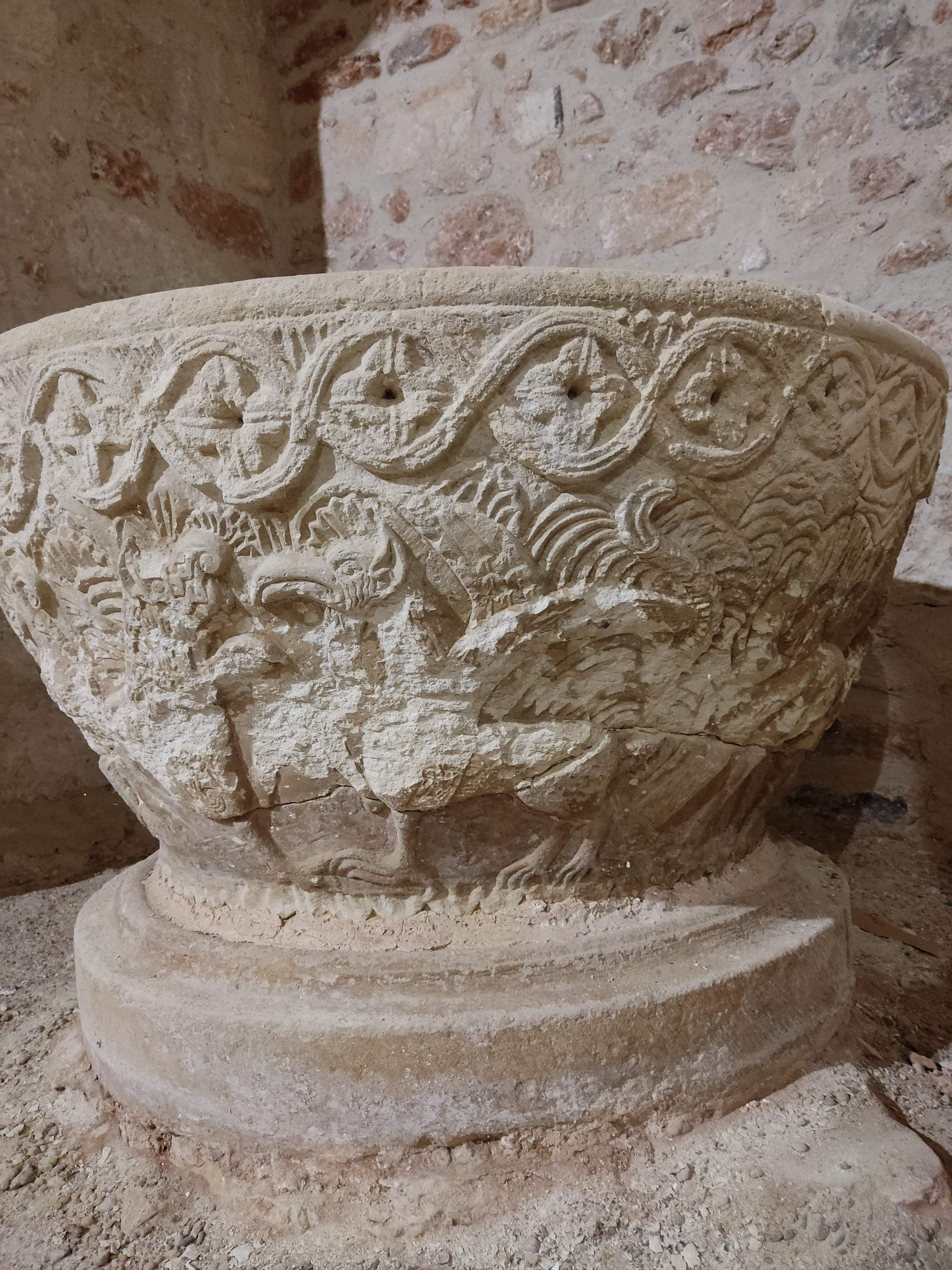
Relieve de Grifo

La iglesia parroquial de estilo gótico conserva algunos elementos románicos en su estructura. A la cual se llega después de atravesar un camino rodeado de acacias. La iglesia está dedicada a las santas Justa y Rufina, patronas del pueblo. La portada está protegida por un pequeño porche de construcción muy posterior (el famoso "portalillo") . Y posee varias arquivoltas y el resto está sin decorar. Todas ellas apoyan sobre cimacios de decoración que a su vez apoyan directamente sobre el muro, ya que no hay columnas. Justo encima del arco de la parte de entrada al templo aparece un pequeño Calvario de principios del siglo XIII, que muestran también otras iglesias de la zona en la que se encuentra Payo de Ojeda.
La construcción de la iglesia es de mampostería, cuenta con una sola nave que se cubre con bóveda de cañón con fajones; el presbiterio a su vez está cubierto con bóveda de crucería con combados. En el lado de la Epístola se abre una portada de arco apuntado con un pequeño relieve del Calvario y predicha de un pórtico datado en 1674.
El retablo mayor del Presbiterio es del siglo XVII pero reformado en esa época neoclásica y con destacadas esculturas góticas de Santa Justa y Santa Rufina, las patronas de comienzos del siglo XVI. Cuenta con exquisita pila bautismal románica, adornada en su borde con entrelazados vegetales, aunque su copa se encuentra muy dañada.

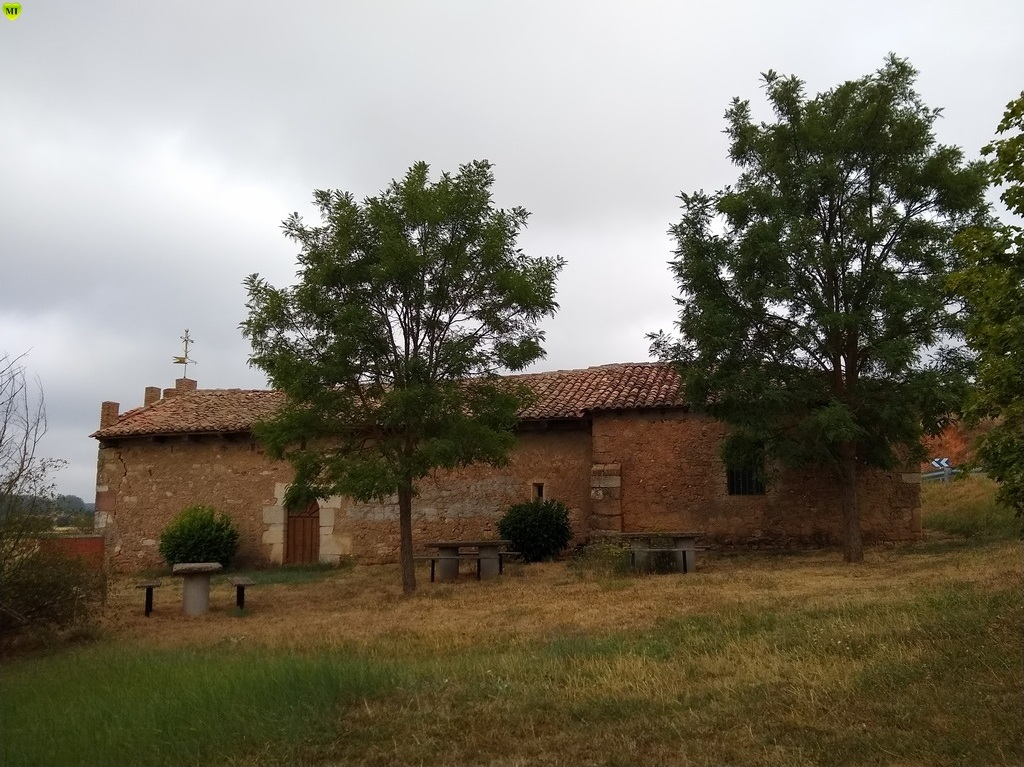
Ermita de la Virgen de la Vega
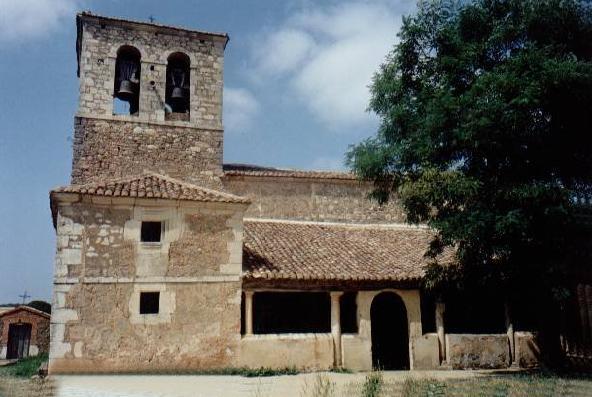
Iglesia Parroquial de Payo de Ojeda.
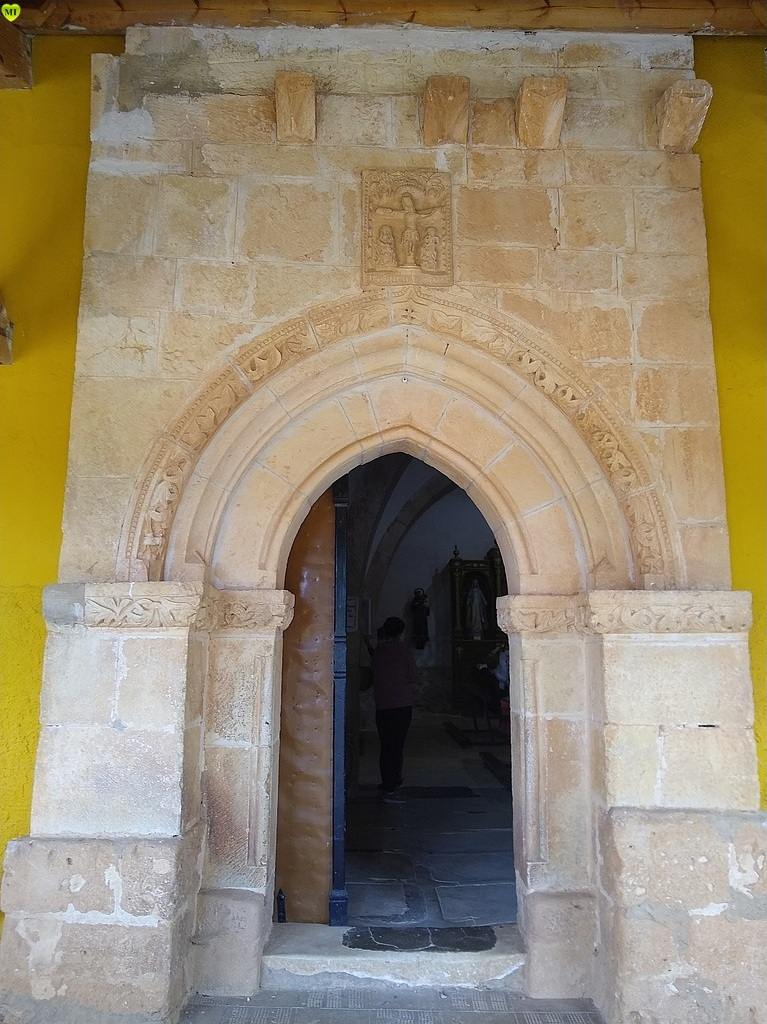
Portada de la iglesia
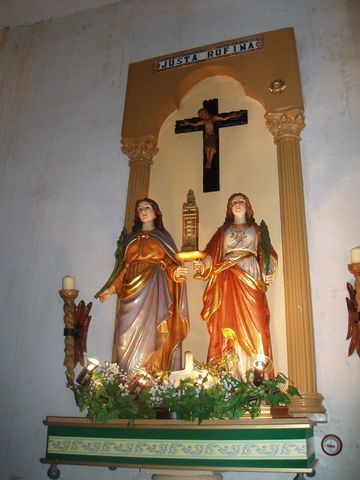
Imágenes de las santas en la iglesia parroquial.
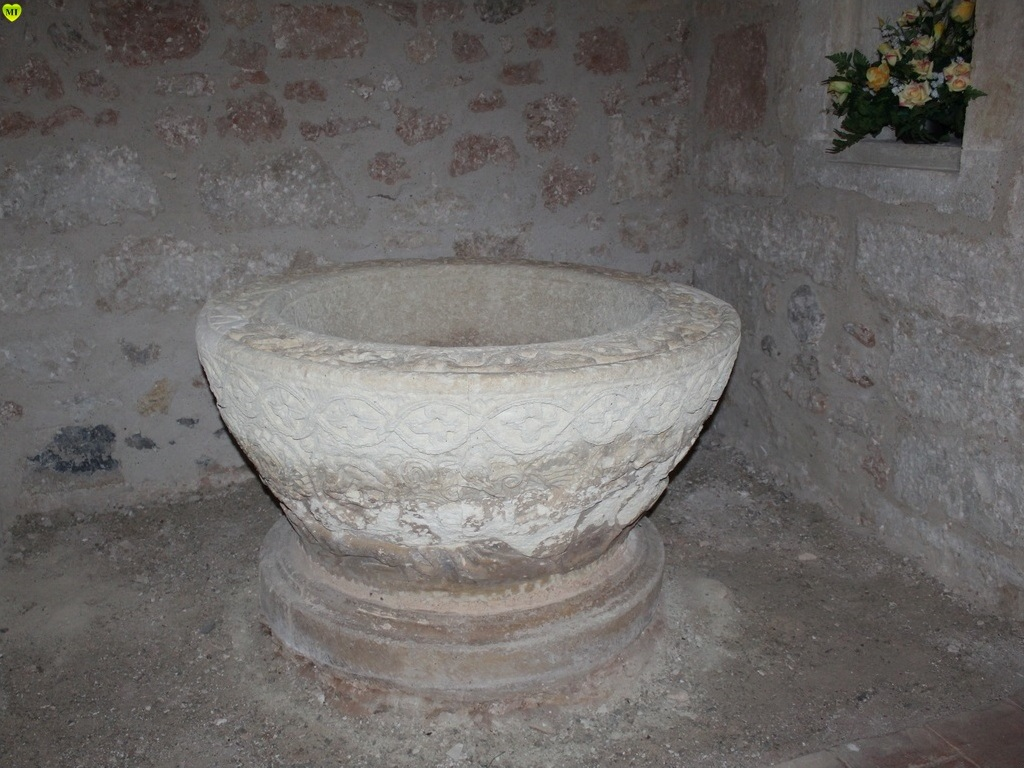
Pila bautismal

En el paraje de "Las Carboneras" (en el extremo más al Norte del término municipal también llamado "El Indiviso"), no muy lejos del vértice geodésico, quedan los restos de una prospección petrolífera realizada en el año 1972. En la encrucijada de caminos y cortafuegos se puede observar una plataforma de cemento en medio de una gran explanada y un gran hoyo anexo a modo de balsa.